# Euptychia aliciae
Euptychia aliciae är en fjärilsart som beskrevs av Hayward 1957. Euptychia aliciae ingår i släktet Euptychia och familjen praktfjärilar. Inga underarter finns listade i Catalogue of Life.